# Corrhenes cordata
Corrhenes cordata är en skalbaggsart som beskrevs av Mckeown 1942. Corrhenes cordata ingår i släktet Corrhenes och familjen långhorningar. Inga underarter finns listade i Catalogue of Life.